# Naganuma
Naganuma (長沼町, Naganuma-chō) est un bourg du district de Yūbari, situé dans la sous-préfecture de Sorachi, sur l'île de Hokkaidō, au Japon.

## Géographie

### Démographie
Au 31 mars 2015, la population de Naganuma s'élevait à 11 368 habitants répartis sur une superficie de 168,52 km2.

## Honneur
L'astéroïde (15350) Naganuma porte son nom.